# アメリカマナティー
アメリカマナティー（Trichechus manatus）は、哺乳綱海牛目マナティー科マナティー属に分類される哺乳類。

## 分布
T. m. manatus アンティルマナティー
アメリカ合衆国（テキサス州南部、プエルトリコ）、ガイアナ、キューバ、グアテマラ、コスタリカ、コロンビア、ジャマイカ、スリナム、ドミニカ共和国、トリニダード・トバゴ、ニカラグア、ハイチ、パナマ、ブラジル、フランス（仏領ギアナ）、ベネズエラ、ベリーズ、ホンジュラス、メキシコ
T. m. latirostris フロリダマナティー
アメリカ合衆国（フロリダ州）、バハマ

## 形態
最大体長390センチメートル。最大体重1,500キログラム。体色は灰褐色。
前肢には3-4本の爪がある。
出産直後の幼獣は全長約120センチメートル。

## 分類
頭骨の形態から2亜種に分ける説もあるが、外部形態では差異が無い。亜種の有効性を疑う説もある。
- Trichechus manatus manatus Linnaeus, 1758 アンティルマナティー
- Trichechus manatus latirostris (Harlan, 1824) フロリダマナティー

## 生態
河川の下流域、河口、沿岸などに生息する。淡水域と海水域を回遊し、少なくとも淡水域では永住できる。親子以外で群れを形成しないが、繁殖期にオスがメスの周囲に、冬季に温かい場所に集まる事もある。少なくとも亜種フロリダマナティーは冬季になると越冬のため南方へ回遊する。
食性は植物食で、海草（アマモなど）や水生植物（ホテイアオイなど）を食べるが、水辺にある陸生植物や海藻を食べる事もある。
繁殖形態は胎生。繁殖期になるとオスは行動範囲が広くなり、1頭のメスに対して5-17頭のオスが集まり互いに争いながら交尾を迫る。妊娠期間は12-13か月。1回に1頭の幼獣を産む。生後6-10年で性成熟する。寿命は約50年以上と考えられている。

## 人間との関係
少なくとも亜種フロリダマナティーは冬季に水温の高い場所を求めて発電所の排水に群がることもある。
生息地では食用とされる事もある。先住民に食用とされていたが、17世紀以降は入植者や航海者の間でも食用とされた。
食用の乱獲、漁業による混獲、モーターボートによる交通事故などにより生息数は減少している。法的に保護の対象とされ捕獲や流通の禁止などの対策が進められているが、密猟される事もある。フロリダ州では1892年に州法で保護の対象とされ、調査や管理、分布や移動情報をCD-ROMにて配布するなどの啓蒙活動、1979年に州法でボートの速度を規制する地域を指定するなどの保護対策が進められている。フロリダ州での1970年代初期
における生息数は1,000頭、1996年における生息数は3,000頭と推定されている。
亜種アンティルマナティーT. m. manatus、亜種フロリダマナティーT. m. latirostris
ENDANGERED (IUCN Red List Ver. 3.1 (2001))

## 画像

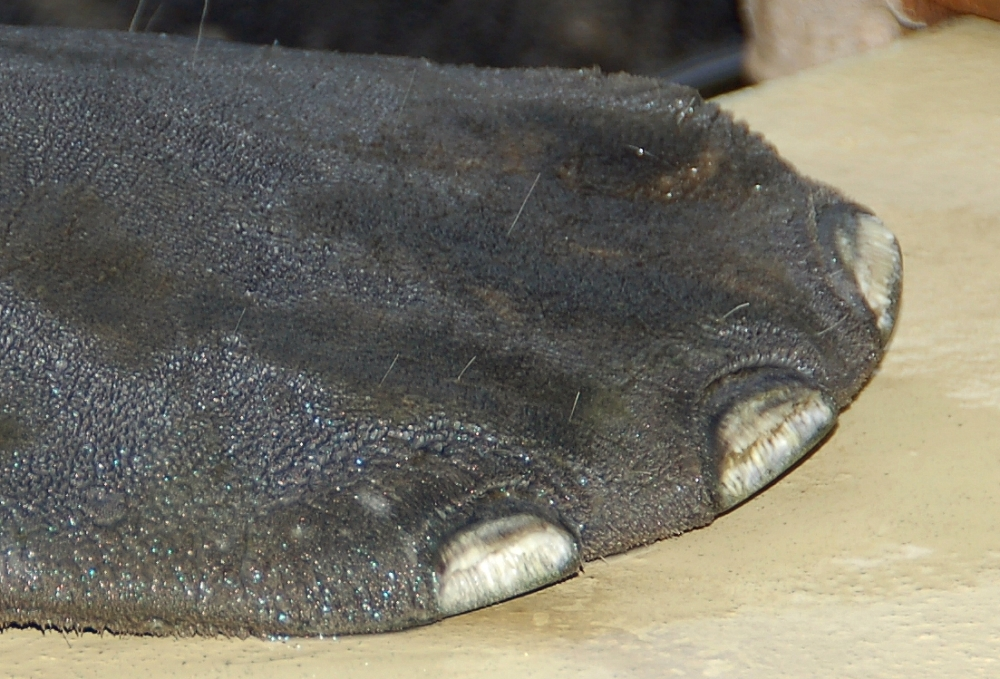
前肢